# Sungai Liti
Sungai Liti is een bestuurslaag in het regentschap Kampar van de provincie Riau, Indonesië. Sungai Liti telt 1675 inwoners (volkstelling 2010).